# Nürnberger Maßeinheiten
Die Nürnberger Maßeinheiten galten offiziell bis 1811 in Nürnberg und spielten beim Zoll und der Getreideordnung eine wichtige Rolle. 
Durch die wichtige Stellung der Reichsstadt Nürnberg im Handel waren die Nürnberger Maßeinheiten auch außerhalb ihrer Stadtmauern von großer Bedeutung. Das auf dem Nürnberger Maß aufbauende Eichwesen unterstand ursprünglich einer Deputation des inneren Rats, ab dem 1. November 1800 dem Polizeidepartement. Einige Nürnberger Maßeinheiten basierten auf sogenannten Muttergefäßen, die wahrscheinlich um 1500 erneuert wurden. Für die Umstellung auf die bayerischen Einheiten wurden die Nürnberger Muttergefäße am 28. September 1810 offiziell durch das Polizeidepartement neu vermessen.
Wie bei vielen alten Maßen und Gewichten üblich nutzten auch zahlreiche Nürnberger Maßeinheiten das Duodezimalsystem anstelle des heute übliches Dezimalsystems.

## Längenmaße

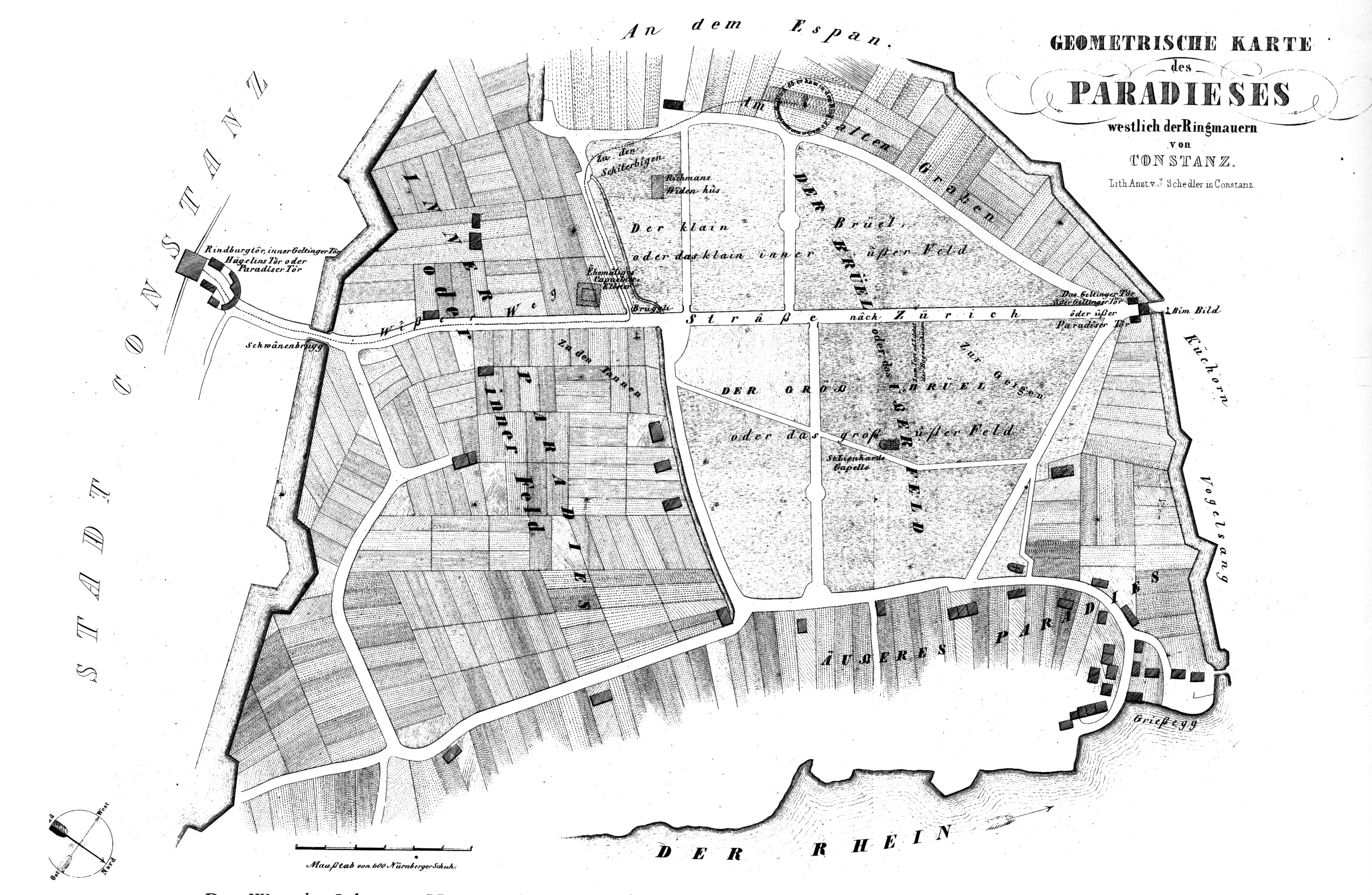
Historische „Geometrische Karte des Paradies“ (Paradies (Konstanz)), J. Eiselein, 1847; „Maßstab 600 Nürnberger Schuh“

Die allgemein eingesetzten Längenmaße in Nürnberg bauten auf dem Nürnberger Fuß auf, der auch Stadtfuß oder Nürnberger Schuh genannt wurde. Im Bauwesen war jedoch der Nürnberger Werksschuh üblich.
Alle in dieser und den folgenden Tabellen angegebenen Umrechnungen in heute übliche metrische Maßgrößen sind keine exakten Werte, da beispielsweise die Abnutzung der Muttergefäße einen Einfluss auf die exakten Referenzwerte hatte.
| 16 Fuß =       | 1 Nürnberger Rute                     | = 4,86 m    |
| 12 Zoll =      | 1 Nürnberger Fuß = 1 Nürnberger Schuh | = 30,397 cm |
| 12 Linien =    | 1 Nürnberger Zoll                     | = 2,53 cm   |
|                | 1 Nürnberger Linie                    | = 2,11 mm.  |
| 2 Fuß 2 Zoll = | 1 Nürnberger Elle                     | = 65,65 cm  |
| 12 Werkzoll =  | 1 Nürnberger Werkschuh                | = 27,85 cm  |
|                | 1 Nürnberger Werkzoll                 | = 2,32 cm   |
| 13 Fuß =       | 1 Nürnberger Pflasterrute             | = 3,95 m    |
| 5 Fuß 6 Zoll = | 1 Nürnberger Klafter                  | = 1,70 m    |

## Flächenmaße
Die Basis für Flächenmaße waren Quadrate des Stadtfußes, der sogenannte Nürnberger Quadratschuh, und die hiervon abgeleiteten Quadratruten.
| 200 Quadratruten =  | 1 Nürnberger Morgen = 1 Tagwerk                     | = 4.725 m² |
| 175 Quadratruten =  | 1 kleiner Nürnberger Morgen                         | = 4.135 m² |
| 150 Quadratruten =  | 1 Nürnberger Gartenmorgen                           | = 3.544 m² |
| 256 Quadratschuh =  | 1 Nürnberger Quadratrute                            | = 23,63 m² |
| 169 Quadratschuh =  | 1 Quadratpflasterrute                               | = 15,6 m²  |
| 30 ¼ Quadratschuh = | 1 Nürnberger Quadratklafter                         | = 2,79 m²  |
| 144 Quadratzoll =   | 1 Nürnberger Quadratfuß = 1 Nürnberger Quadratschuh | = 923 cm². |

## Volumenmaße
Abhängig vom Einsatzfall waren in Nürnberg für Volumenmaße verschiedene Maßsysteme im Einsatz. Das Nürnberger Visiermaß bildete die Grundlage für Flüssigkeitsmessungen. Schwere Getreide- und Salzmaße basierten auf verschiedenen Nürnberger Metzen. Für leichtere Getreide nahm man Maß mit dem Sümmer. Daneben existierten noch spezialisierte Maße wie Honigtonne, Nußzuber, Hopfenmaß, Kohlenmaß und Kalkmaß.
|                                    | für Flüssigkeiten |                             |
| 12 Eimer =                         | 1 Fuder           | = 884 Liter                 |
| 34 Schenkviertel = 32 Viertel =    | 1 Eimer           | = 73,7 Liter                |
| 2 Visiermaß =                      | 1 Viertel         | = 2,3 Liter                 |
| 81 Visiermaß =                     | 1 Biereimer       | = 93 Liter                  |
| 2 Seidel =                         | 1 Visiermaß       | = 1,151 Liter               |
| 2 Schoppen =                       | 1 Seidel          | = 0,5755                    |
| 2 Schenkseidel =                   | 1 Schenkmaß       | = 1,084 Liter               |
| 16 Seidel =                        | 17 Schenkseidel   |                             |
|                                    | für Getreide      |                             |
| 16 Metzen = 8 Achtel = 4 Viertel = | 1 Korn-Sümmer     | = 328 Liter (318,137 Liter) |
| 8 Diethäuflein = 4 Diethaufen =    | 1 Korn-Metzen     | = 20,5 Liter (19,884)       |
| 26 Korn-Metzen =                   | 1 Hirse-Sümmer    | = 530 Liter                 |
| 32 Hafer-Metzen =                  | 1 Hafer-Sümmer    | = 614 Liter                 |
|                                    | 1 Hafer-Metzen    | = 19,2 Liter                |
|                                    | für Salz          |                             |
|                                    | 1 Salzmetzen      | = 16,64 Liter               |

## Gewichtsmaße
Die allgemeine Gewichtsbestimmung beruht auf dem Nürnberger Pfund. 
Da das Nürnberger Apothekerpfund auch bei Apothekern außerhalb Nürnbergs üblich war, wurde es auch Deutsches Apothekerpfund genannt. Die Maßreform von 1811 überstand das Apothekerpfund in der bayerischen, leicht aufgerundeten Form mit 360 Gramm und war damit an das Gramm angepasst.
| 100 Pfund =                      | 1 Nürnberger Zentner          | = 50,95 Kilogramm |
| 32 Lot =                         | 1 Nürnberger Pfund            | = 509,5 Gramm     |
| 4 Quentchen =                    | 1 Nürnberger Lot              | = 15,92 Gramm     |
| 4 Pfennige =                     | 1 Quentchen                   | = 3,98 Gramm      |
|                                  | 1 Pfennig                     | = 0,995 Gramm     |
| 12 Unzen =                       | 1 Nürnberger Apothekerpfund   | = 357,6 Gramm     |
| 2 Apotheker-Lot =                | 1 Nürnberger Apotheker-Unze   | = 29,8 Gramm.     |
| 240 Gran =                       | 2 Nürnberger Apotheker-Lot    | = 14,9 Gramm.     |
| 2 Mark =                         | 1 Nürnberger Edelmetall-Pfund | = 477,6 Gramm     |
| 16 Edelmetall-Lot =              | 1 Nürnberger Mark             | = 238,8 Gramm     |
| ca. 1 Nürnberger Apotheker-Lot = | 1 Edelmetall-Lot              | = 14,92 Gramm.    |